# Neo Classicism
《Neo Classicism》은 박효신의 리메이크 음반으로서 2005년 6월 2일에 발매되었다. 타이틀곡은 〈흩어진 나날들〉로 1991년 강수지가 불렀던 곡을 리메이크 한 노래이다. 2004년에 드라마 《미안하다, 사랑한다》의 OST였던 〈눈의 꽃〉이 이번 음반에 보너스 트랙으로 실렸다.

## 트랙리스트
| #             | 제목                      | 작사          | 작곡            | 편곡          | 재생 시간 |
| ------------- | ------------------------- | ------------- | --------------- | ------------- | --------- |
| 1.            | 〈사랑 사랑 사랑〉        | 김현식        | 김현식          | 김민수        | 3:27      |
| 2.            | 〈숙녀예찬〉              | 유정연        | 유정연          | Windy City    | 4:28      |
| 3.            | 〈흩어진 나날들〉         | 강수지        | 윤상            | 황성제        | 3:51      |
| 4.            | 〈너에게〉                | 박창학        | 윤상            | 강호정        | 3:53      |
| 5.            | 〈어느새〉                | 김현철        | 김현철          | 김현철        | 4:56      |
| 6.            | 〈옛 친구에게〉           | 조병석        | 조병석          | 윤준호        | 5:00      |
| 7.            | 〈다시 내게로 돌아와〉    | 하광훈        | 하광훈          | Windy City    | 4:41      |
| 8.            | 〈넌 언제나〉             | 장경아        | 박정원          | 김현철        | 5:03      |
| 9.            | 〈기억속의 먼 그대에게〉  | 김창환        | 신재홍          | 김현철        | 4:50      |
| 10.           | 〈가을편지〉              | 고은          | 김민기          | 김건          | 4:03      |
| 11.           | 〈눈의 꽃〉 (Bonus Track) | 켄지          | Matsumoto Ryoki | 켄지          | 5:45      |
| 총 재생 시간: | 총 재생 시간:             | 총 재생 시간: | 총 재생 시간:   | 총 재생 시간: | 49:57     |